# Porvenir Talleres
El Club Atlético Porvenir Talleres es un club social y deportivo argentino fundado el 31 de agosto de 1926. Se encuentra en la localidad de Villa Constitución, en la Provincia de Santa Fe. Disputa la Liga de Fútbol Regional del Sud siendo el club más laureado de la liga. Otras disciplinas practicadas en la institución son el vóley, tenis, hockey y balonmano, deporte en el cual ha llegado a competir a nivel nacional.

## Historia
Los trabajadores ingleses del ferrocarril tuvieron un importante papel en la propagación del futbol en Argentina a principios del siglo XX y la ciudad de Villa Constitución no fue la excepción. Estos hombres del viejo continente solían jugar los domingos con vecinos del barrio Talleres, haciendo cada vez más popular al deporte en la zona. Una tarde de 1926 un grupo de jóvenes del barrio llegó al club Riberas del Paraná con la intención de jugar un encuentro frente a su equipo. La respuesta del club fue negativa ya que solamente se medían ante instituciones constituidas.
Bajo la necesidad de fundar un club, los jóvenes y un grupo de vecinos del barrio tuvieron una reunión en la casa de Manuel Luna el 31 de agosto de 1926 en la que formaron los cimientos del Porvenir Talleres, teniendo como emblema una camiseta negra y amarilla a rayas verticales (con los años el color negro cambiaria por el azul actual)
La noticia no tardó en llegar hasta Riberas del Paraná, que automáticamente envió una solicitud para jugar un partido amistoso que se concretaría el 5 de septiembre de ese mismo año. El encuentro finalizaría 3-0 en favor de Talleres iniciando así una fuerte rivalidad que perdura hasta hoy en día.
Los primeros terrenos obtenidos por el club fueron cedidos por el Ferrocarril Central Argentino, hasta el día de hoy utilizan tanto el futbol como el tenis. En el año 1935 la comisión gestiona ante el FCA los actuales terrenos donde se logró instalar definitivamente el 1 de mayo de ese mismo año.
De ahí en adelante el club fue creciendo en cantidad de socios, siempre manteniendo un gran sentido de pertenencia por el barrio más allá del crecimiento institucional.

## Torneos AFA

### Torneo Argentino B 1996/97
Tras consagrarse campeón de la liga regional en 1995, el club ganó el derecho de participar en el Torneo Argentino B 1996/97 donde conformaría el grupo C-2 de la región Litoral junto con Ben Hur de Rafaela y Club Renato Cesarini. Lastimosamente, Talleres no sumaría ningún punto y sería rápidamente eliminado en su primera campaña en un torneo nacional.

##### Tabla de posiciones final
| Pos. | Equipo                                 | Pts. | PJ | PG | PE | PP | GF | GC | Dif. |
| ---- | -------------------------------------- | ---- | -- | -- | -- | -- | -- | -- | ---- |
| 01.º | Club Sportivo Ben Hur (Rafaela)        | 10   | 4  | 3  | 1  | 0  | 8  | 4  | 4    |
| 02.º | Club Renato Cesarini (Rosario)         | 7    | 4  | 2  | 1  | 1  | 5  | 4  | 1    |
| 03.º | Porvenir Talleres (Villa Constitución) | 0    | 4  | 0  | 0  | 4  | 3  | 8  | −5   |

|  | Clasificado a la Segunda etapa |

### Torneo del Interior 2010
Conformó la zona 48 junto a Juventud Pueyrredón de Venado Tuerto, Ateneo Pablo VI de Rosario y Coronel Aguirre de Villa Gobernador Gálvez. Clasificó en la segunda posición debajo de Coronel Aguirre.
En la primera ronda de la etapa final enfrentó al Club Social Ascensión de la Provincia de Buenos Aires. El partido de ida finalizó uno a cero a favor de Talleres gracias a un cabezazo de Stagnari en los primeros minutos. Sin embargo, en el encuentro de vuelta el equipo bonaerense se llevó la clasificación tras un triunfo por 2 a 1 en los 90', y un 4-2 en los tiros penales.

#### Zona 48
| #   | Equipos                           | PJ | PG | PE | PP | GF | GC | Dif. | Puntos |
| --- | --------------------------------- | -- | -- | -- | -- | -- | -- | ---- | ------ |
| 1.º | Club Atlético Coronel Aguirre     | 6  | 4  | 2  | 0  | 17 | 6  | 11   | 14     |
| 2.º | Porvenir Talleres                 | 6  | 3  | 1  | 2  | 9  | 8  | 1    | 10     |
| 3.º | Club del Ateneo Juvenil Pablo VI  | 6  | 3  | 1  | 2  | 9  | 9  | 0    | 10     |
| 4.º | Club Sportivo Juventud Pueyrredón | 6  | 0  | 0  | 6  | 8  | 20 | -12  | 0      |

#### Primera ronda
| 7 de marzo de 2010 Villa Constitución | Porvenir Talleres | 1:0 | Club Social Ascensión |  |  |

| 14 de marzo de 2010 Ascensión | Club Social Ascensión | 2 (4):(2) 1 | Porvenir Talleres |  |  |

### Torneo del Interior 2014
Su última aparición en un torneo AFA fue en el Torneo del Interior 2014 donde conformo la zona 48 junto a Arroyo Seco Athletic Club de Arroyo Seco, Central Argentino de Fighiera y Riberas del Paraná de Villa Constitución (máximo rival de Porvenir Talleres), todos integrantes de la Liga de Fútbol Regional del Sud. Finalizaría en la segunda posición luego de dos derrotas ante ASAC, una victoria y una derrota ante Central Argentino y 2 victorias en el clásico villense ante Riberas del Paraná.
En primera ronda se enfrentaría al Club Social Ramallo de la Provincia de Buenos Aires. Durante el partido de ida, jugado en el estadio de Porvenir Talleres, el conjunto bonaerense se pondría rápidamente en ventaja con un gol de Federico Castro. Sin embargo, el equipo pudo dar vuelta el partido antes de finalizar la primera mitad con goles de Julián Ruelli al minuto 36, y Héctor Álvarez al minuto 39. Ya en el segundo tiempo, Lorenzo Arballo liquidaría el partido con un gol a los 37 minutos del complemento sentenciando el 3-1 en favor de Talleres.
El encuentro de vuelta fue disputado el 23 de marzo en Ramallo. El equipo local, obligado a ganar por al menos dos goles, se volcó al ataque desde el primer minuto y sobre el cierre del primer tiempo logró abrir el marcador. Todo se puso cuesta arriba para el conjunto villense cuando en la primera jugada del segundo tiempo el marcador se ponía 2-0 (3-3 global) a favor de Social Ramallo. Julián Ruelli devolvió la tranquilidad a Talleres cuando puso el 2-1 parcial que los metía en semifinales. Sin embargo, la ilusión se terminó con dos goles de Social Ramallo sobre el final del encuentro, decretando el 4-1 (5-4 global).

#### Zona 48
| #   | Equipos                   | PJ | PG | PE | PP | GF | GC | Dif. | Puntos |
| --- | ------------------------- | -- | -- | -- | -- | -- | -- | ---- | ------ |
| 1.º | Arroyo Seco Athletic Club | 6  | 4  | 1  | 1  | 12 | 9  | 3    | 13     |
| 2.º | Porvenir Talleres         | 6  | 3  | 0  | 3  | 10 | 8  | 2    | 9      |
| 3.º | Central Argentino         | 6  | 3  | 0  | 3  | 11 | 10 | 1    | 9      |
| 4.º | Riberas del Paraná        | 6  | 1  | 1  | 4  | 11 | 17 | -6   | 4      |

#### Primera ronda
| 16 de marzo de 2014 Villa Constitución | Porvenir Talleres | 3:1 | Club Social Ramallo |  |  |

| 23 de marzo de 2014 Ramallo | Club Social Ramallo | 4:1 | Porvenir Talleres |  |  |

## Copa Santa Fe
Ha participado de la Copa Santa Fe en 2017, 2018, 2019, 2023 y 2024, siendo en la edición de 2019 su mejor participación, ingresando entre los 8 mejores clubes de la provincia. Ese año dejó en el camino a Riberas del Paraná y a clubes como Provincial y Tiro Federal. El sueño culminaría en cuartos de final siendo eliminado por Sportivo Las Parejas, club campeón de esa edición.
| Copa Santa Fe 2017 | 2ª ronda         | 4  | 1  | 2 | 1 | 6  | 2  |
| Copa Santa Fe 2018 | 2ª ronda         | 4  | 3  | 0 | 1 | 6  | 3  |
| Copa Santa Fe 2019 | Cuartos de final | 8  | 4  | 3 | 1 | 14 | 7  |
| Copa Santa Fe 2023 | 2ª ronda         | 4  | 2  | 1 | 1 | 4  | 5  |
| Copa Santa Fe 2024 | 1ª ronda         | 2  | 0  | 2 | 0 | 3  | 3  |
| Total              | -                | 22 | 10 | 8 | 4 | 33 | 20 |

## Palmarés

### Campeonatos regionales
- Liga de Fútbol Regional del Sud (17): 1934, 1935, 1936, 1938, 1939, 1940, 1967, 1991, 1995, 1997, 2014, 2016, Apertura 2017, Clausura 2017, Apertura 2018, Apertura 2019, Apertura 2022.